# Gratioloideae
Gratioloideae (Benth.) Luerss., 1882 è una sottofamiglia di piante spermatofite, dicotiledoni appartenenti alla famiglia delle Plantaginaceae.

## Etimologia
Il nome della sottofamiglia deriva dal suo genere tipo Gratiola L., 1753 la cui etimologia deriva dalla parola latina "gratia" (= gradevolezza, piacevolezza, amabilità) con riferimento alle qualità medicinali delle piante di questo genere.
Il nome scientifico della sottofamiglia è stato definito inizialmente dal botanico inglese George Bentham (22 settembre 1800 – 10 settembre 1884) e perfezionato successivamente dal botanico tedesco Christian Luerssen (Brema, 6 maggio 1843 – Charlottenburg, 28 giugno 1916)  nella pubblicazione "Handbuch der Systematischen Botanik - 2: 993. Sep 1882." del 1882.

## Descrizione
- Il portamento delle specie di questa sottotribù è erbaceo (annuale o perenne) oppure suffrutescente o piccolo-arbustivo oppure è formato da piccoli alberi; in alcuni gruppi è acquatico (o subemergente, solo le infiorescenze sono fuori dall'acqua). Nelle specie acquatiche la forma biologica prevalente è idrofita natante (I nat), sono piante le cui gemme si trovano sommerse o natanti; non presentano radici ancoranti e galleggiano sulla superficie dell'acqua. I fusti possono essere da prostrati a ascendenti con sezioni arrotondate oppure fortemente quadrangolari a causa della presenza di fasci di collenchima posti nei quattro vertici, mentre le quattro facce sono concave. Queste piante si presentano glabre o sparsamente ghiandolari-pubescenti oppure villose o viscido-pubescenti. Alcune specie sono xerofite.[1][5][6][7]
- Le foglie cauline hanno una disposizione opposta e sono da sessili a subsessili, oppure sono picciolate. In alcune specie sono presenti delle rosette basali, in altre il portamento è verticillato. Normalmente la lamina ha delle forme da lineari-lanceolate a ovoide, orbicolari o deltate con apici da ottusi a acuminati e margini da interi a variamente dentati o crenati.  In alcune specie le foglie hanno la lamina a forma pennatosetta con segmenti lineari (filiformi); in altre le foglie hanno una consistenza carnosa, oppure i bordi sono revoluti.
- Le infiorescenze sono racemose e frondose. In alcune casi sono presenti dei gruppi ascellari pauciflori formati da alcuni fiori (2 - 3). I fiori sono da semiamplessicauli o sessili a pedicellati. In alcune specie l'infiorescenza consiste in un solo fiore sessile e fertile sotteso da due foglie galleggianti sull'acqua e alcuni fiori cleistogami subemersi al livello delle rosette basali. In genere sono presenti 2 bratteole di tipo fogliaceo nei pressi del calice, ma non in tutte le specie.
- I fiori sono ermafroditi, zigomorfi e tetraciclici (ossia formati da 4 verticilli: calice– corolla – androceo – gineceo) e tetrameri (i verticilli del perianzio hanno più o meno 4 elementi ognuno).
  - Formula fiorale. Per la famiglia di queste piante viene indicata la seguente formula fiorale:
X o * K (4-5), [C (4) o (2+3), A 2+2 o 2], G (2), capsula.[5]
  - Il calice, gamosepalo, è formato da un tubo campanulato terminante con 5 lobi da subuguali a più o meno subbilabiati a volte embricati altre volte profondamente divisi. Nelle forme bilabiate i due lobi superiori sono larghi a forma ovoide, quelli inferiori sono più piccoli, con forme da lineari a lanceolate. In alcune specie il calice ha una particolare forma a cucchiaio (cocleariforme). In altre specie i lobi hanno delle forme triangolari. In altre specie il calice è accrescente alla fruttificazione con consistenza carnosa.
  - La corolla, gamopetala e subruotata, è formata da un tubo da cilindrico o campanulato a tubolare, terminante con due labbra. Il tubo in alcune specie è allungato e dilatato alla gola, in altre è molto stretto, subulato e termina in modo bilabiato, in altre ancora sono presenti delle protrusioni abassiali sul labbro inferiore, in altre ancora è bisaccato con una o due gibbosità a forma di sperone sempre nella parte abassiale. Il labbro inferiore è formato da 3 lobi; quello superiore è formato da 2 lobi e in genere è più piccolo di quello inferiore. I lobi possono essere arrotondati e patenti. Il colore della corolla è purpureo più o meno forte, rosa, bianco, blu, giallo o violetto; in alcune specie la gola è chiazzata di giallo.
  - L'androceo è formato da 2 - 4 stami (raramente 5) inclusi (o sporgenti) nel tubo corollino. In alcune specie sono presenti 2 staminoidi, in altre specie il paio abassiale è ridotto o mancante. I filamenti sono adnati alla corolla (inseriti sul lato superiore del tubo della corolla); in alcune specie sono genicolati (piegati a ginocchio o simili ad una Z). Le antere hanno due teche parallele e separate oppure confluenti; la deiscenza è longitudinale. Sono presenti specie monoteche. I granuli pollinici sono tricolporati.
  - Il gineceo è bicarpellare (sincarpico - formato dall'unione di due carpelli connati). L'ovario è supero è obcordato oppure da ellissoide a globoso o ovoide. Gli ovuli per loculo sono numerosi, hanno un solo tegumento e sono tenuinucellati (con la nocella, stadio primordiale dell'ovulo, ridotta a poche cellule).[8]. Lo stilo ha uno stigma capitato o bilobo. Il disco nettarifero è presente.
- I frutti sono delle capsule fortemente piatte con deiscenza loculicida, o loculicida e setticida o solamente setticida (raramente sono presenti frutti indeiscenti). I semi, da pochi a numerosi, hanno una consistenza ialina-membranosa. Le teste dei semi, colorate di nero o marrone scuro, sono striate e con coste longitudinali, oppure sono lisce. L'endosperma non è alveolato.

## Riproduzione
- Impollinazione: l'impollinazione avviene tramite insetti (impollinazione entomogama) quali imenotteri, lepidotteri o ditteri o il vento (impollinazione anemogama) o l'acqua (Impollinazione idrogama)[1] oppure, nei tropici, tramite colibrì (impollinazione ornitogama).
- Riproduzione: la fecondazione avviene fondamentalmente tramite l'impollinazione dei fiori (vedi sopra).
- Dispersione: i semi cadendo (dopo aver eventualmente percorso alcuni metri a causa del vento - dispersione anemocora) a terra sono dispersi soprattutto da insetti tipo formiche (disseminazione mirmecoria); nell'acqua sono dispersi soprattutto dalle correnti (disseminazione idrocora).

## Distribuzione e habitat
La distribuzione della sottofamiglia è principalmente relativa al Nuovo Mondo, in particolare:
- tribù Angelonieae: la distribuzione delle specie di questa tribù è soprattutto relativa all'America Latina con habitat più o meno tropicali;
- tribù Gratioleae: la distribuzione delle specie di questa tribù è asiatica e africana per la sottotribù Dopatriinae, mentre è prevalentemente americana per la sottotribù Gratiolinae con habitat che variano da quello tropicale a quello temperato;
- tribù Stemodieae: le specie di questa tribù hanno una distribuzione prevalentemente americana con habitat tropicali.

## Tassonomia
La famiglia di appartenenza di questo gruppo (Plantaginaceae) comprende 113 generi con 1800 specie (oppure secondo altri Autori 114 generi e 2400 specie, o anche 117 generi e 1904 specie o 90 generi e 1900 specie) ed è suddivisa in tre sottofamiglie e oltre una dozzina di tribù.

### Composizione della sottofamiglia
La sottofamiglia comprende 3 tribù, 2 sottotribù, 34 generi e circa 366 specie.

#### Tribù Angelonieae
La tribù Angelonieae Pennell, 1920 comprende 6 generi e 75 specie:
- Angelonia Bonpl., 1812 (25 specie)
- Basistemon Turcz., 1863 (8 specie)
- Melosperma Benth., 1846 (Una specie: Melosperma andicola Benth.)
- Monopera Barringer, 1983 (2 specie)
- Monttea Gay (3 specie)
- Ourisia Comm. ex Juss., 1789 (36 specie)

#### Tribù Gratioleae
La tribù Gratioleae Benth., 1835  comprende 2 sottotribù, 15 generi e circa 180 specie:
Sottotribù Dopatriinae

La sottotribù Dopatriinae comprende 5 generi e 57 specie:
- Deinostema T. Yamaz., 1953 (2 specie)
- Dopatrium Buch.-Ham. ex Benth., 1835 (12 specie)
- Hydrotriche Zucc., 1832 (4 specie)
- Limnophila R. Br., 1810 (36 specie)
- Philcoxia P. Taylor & V.C. Souza, 2000(3 specie)

Sottotribù Gratiolinae

La sottotribù Gratiolinae Benth., 1846  comprende 10 generi e circa 120 specie:
- Amphianthus Torr., 1837 (Una specie: Amphianthus pusillus  Torr.)
- Bacopa Aubl., 1775 (Circa 60 specie)
- Benjaminia Mart. ex Benj., 1847 (Una specie: Benjaminia reflexa (Benth.) D'Arcy)
- Boelckea Rossow, 1992 (Una specie: Boelckea beckii Rossow)
- Braunblanquetia Eskuche, 1974 (Una specie: Braunblanquetia litoralis Eskuche)
- Gratiola L., 1753 (Circa 20 specie)
- Maeviella Rossow, 1985 (Una specie: Maeviella cochlearia (Huber) Rossow)
- Mecardonia Ruiz. & Pav., 1794 (15 specie)
- Scoparia L., 1753 (20 specie)
- Sophronanthe Benth., 1836 (Una specie: Sophronanthe hispida Benth.)

#### Tribù Stemodieae
La tribù Stemodieae Benth. & Hook.f., 1876  comprende 13 generi e 111 specie:
- Achetaria Cham. & Schltdl., 1827 (5 specie)
- Adenosma R. Br., 1810 (15 specie)
- Cheilophyllon Pennell ex Britton, 1920 (8 specie)
- Conobea Aubl., 1775 (7 specie)
- Darcya B.L. Turner & Cowan, 1993 (3 specie)
- Dizygostemon (Benth.) Radlk. ex Wetts., 1891 (2 specie)
- Leucospora Nutt., 1834 (Una specie: Leucospora multifida (Michx.) Nutt.)
- Morgania R. Br., 1810 (4 specie)
- Otacanthus Lindl., 1862 (6 specie)
- Schistophragma Benth. ex Endl., 1839 (2 specie)
- Schizosepala G.M. Barroso, 1956 (Una specie: Schizosepala glandulosa G.M. Barroso)
- Stemodia L., 1794 (56 specie)
- Tetraulacium Turcz., 1843 (Una specie: Tetraulacium veronicaeforme Turcz.)

#### Incertae sedis e gruppi esclusi
All'interno di questo gruppo non è più descritta la tribù Limoselleae Dum., 1827 (con il genere Limosella L., 1753) ora inserita nella famiglia Scrophulariaceae e la tribù Lindernieae Rchb., 1831 (con 14 generi) ora inserita nella famiglia Linderniaceae.
Anche il genere Zenkerina (con la sola specie Zenkerina kamerunensis Engl.), da alcuni Autori descritto all'interno della sottofamiglia di questa voce, attualmente è considerato un sinonimo di Staurogyne ed è incluso nella famiglia Acanthaceae.
La tabella seguente elenca un gruppo di generi tradizionalmente descritti nelle famiglie Phrymaceae e Trapellaceae o Pedaliaceae (genere Trapella) la cui collocazione nella sottofamiglia Gratioloideae è ancora da definire (Incertae sedis):
| Genere                      | Numero specie                                                        | Distribuzione                  |
| --------------------------- | -------------------------------------------------------------------- | ------------------------------ |
| Bryodes Benth., 1846        | 1 - 3                                                                | Mediterraneo e isole Mascarene |
| Bythophyton Hooker f., 1884 | Una specie: Bythophyton indicum (Hook. f. & Thomson) Hook. f.        | Indomalesia                    |
| Dintera Stapf, 1900         | Una specie: Dintera pterocaulis Stampf                               | Africa meridionale             |
| Encopella Pennell, 1920     | Una specie: Encopella tenuifolia (Griseb.) Pennell                   | Cuba                           |
| Hemianthus Nutt., 1817      | 3 - 4                                                                | America Centrale               |
| Micranthemum Michx., 1803   | 17                                                                   | America                        |
| Psammetes Hepper, 1962      | Una specie: Psammetes madagascariensis (Bonati) Eb. Fischer & Hepper | Nigeria                        |
| Trapella Oliv., 1887        | 1 - 2                                                                | Asia orientale                 |

### Filogenesi
Storicamente questo gruppo ha fatto parte della famiglia Scrophulariaceae (secondo la classificazione ormai classica di Cronquist). In seguito è stato descritto anche all'interno della famiglia Veronicaceae. Attualmente con i nuovi sistemi di classificazione filogenetica (classificazione APG) è stata assegnata alla famiglia delle Plantaginaceae.
In base ad alcuni studi di tipo filogenetico la sottofamiglia Gratioloideae risulta in posizione basale rispetto alle altre sottofamiglie della famiglia Plantaginaceae. In particolare all'interno del gruppo sono stati individuati due cladi principali: un primo clade comprendente le tribù Gratioleae e Stemodieae (non meglio risolto) e un secondo clade relativo alla tribù Angelonieae. Inoltre la sottofamiglia Gratioloideae potrebbe essere "gruppo fratello" della tribù Sibthorpieae (sottofamiglia Digitalioideae) in contrasto però con la posizione filogenetica degli altri gruppi della sottofamiglia Digitalioideae.

### Generi spontanei della flora italiana
Nella flora spontanea italiana sono presenti solamente due specie di questa sottofamiglia:
- Gratiola officinalis L. (Graziella) - Distribuzione italiana: Nord e Centro, Sardegna compresa.
- Limnophila indica (L.) Druce x Limnophila sessiliflora Bl. (Limnofila) - Distribuzione italiana: nel Ferrarese.

Alcune checklist individuano la specie presente in Italia come Limnophila sessiliflora Bl..

## Alcune specie

### Tribù Angelonieae

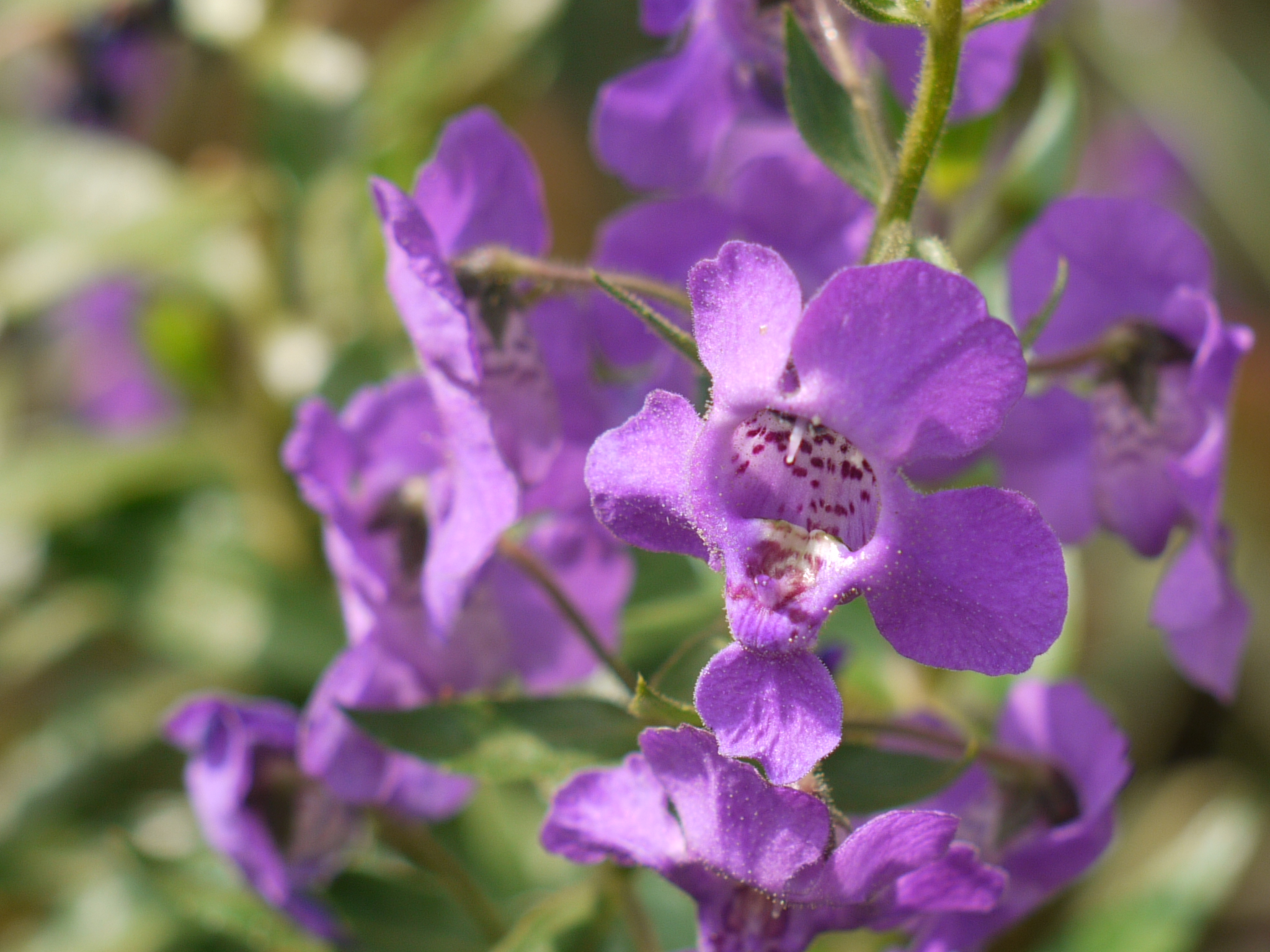
Angelonia angustifolia
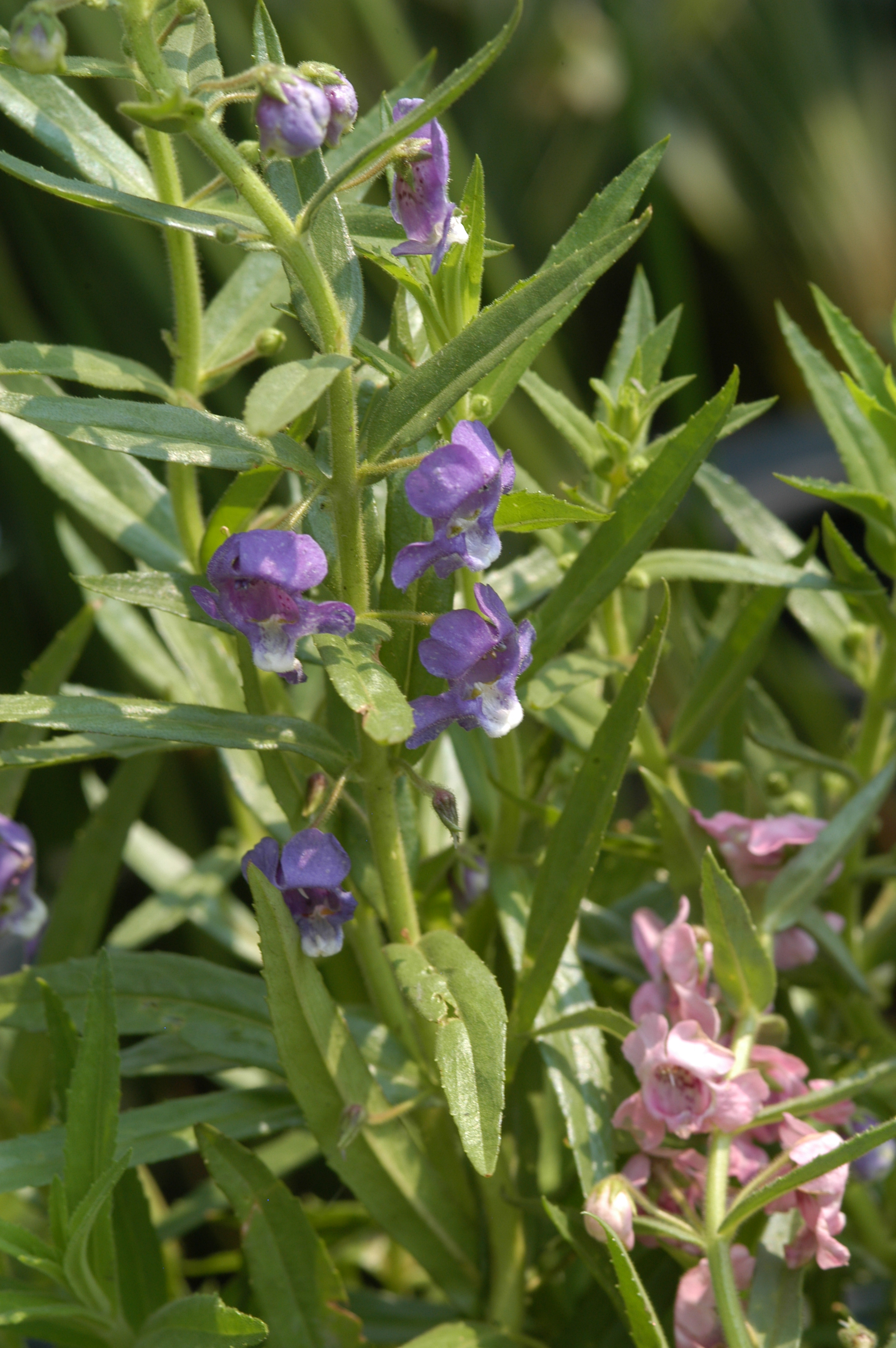
Angelonia biflora
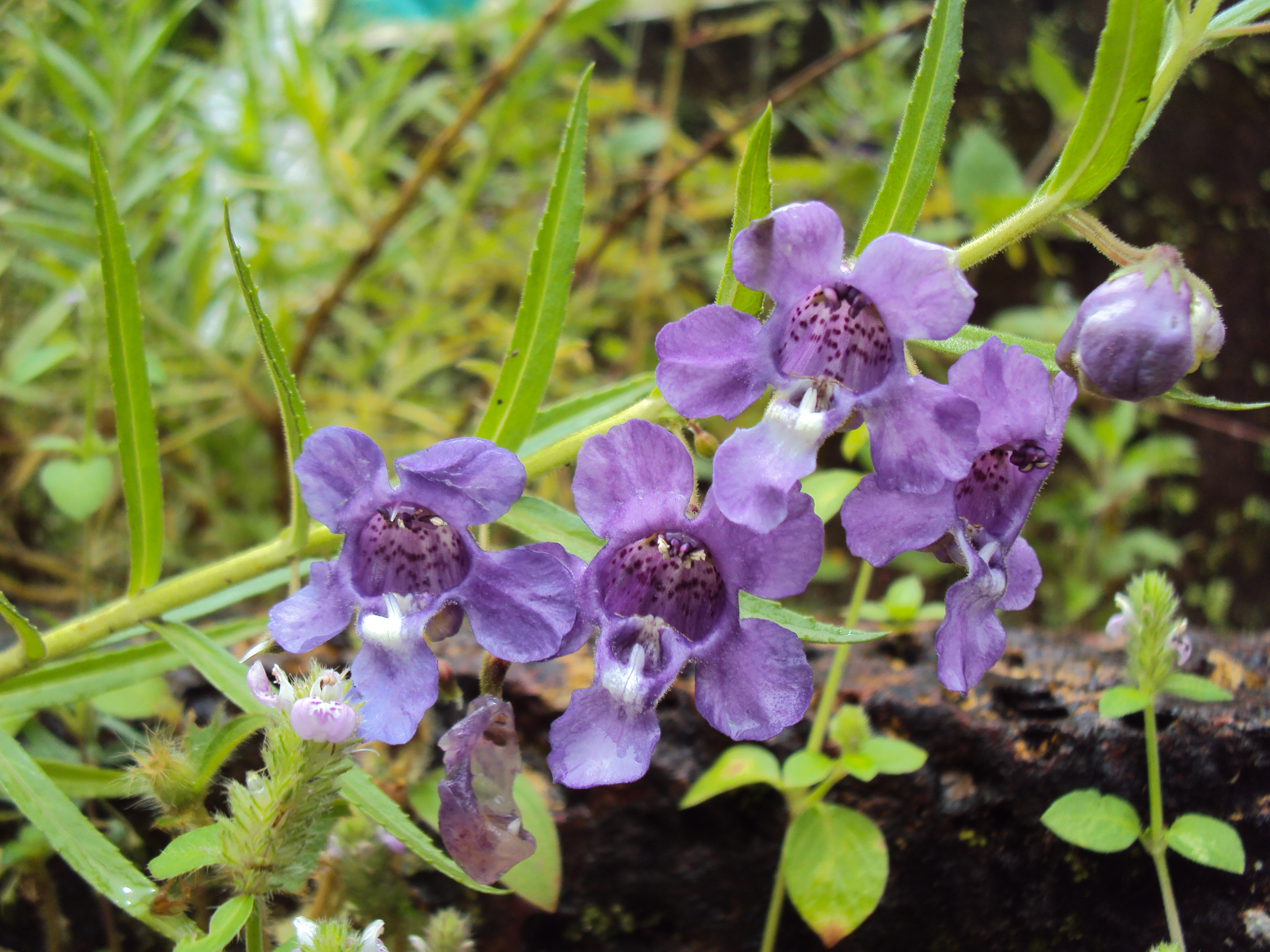
Angelonia salicariifolia
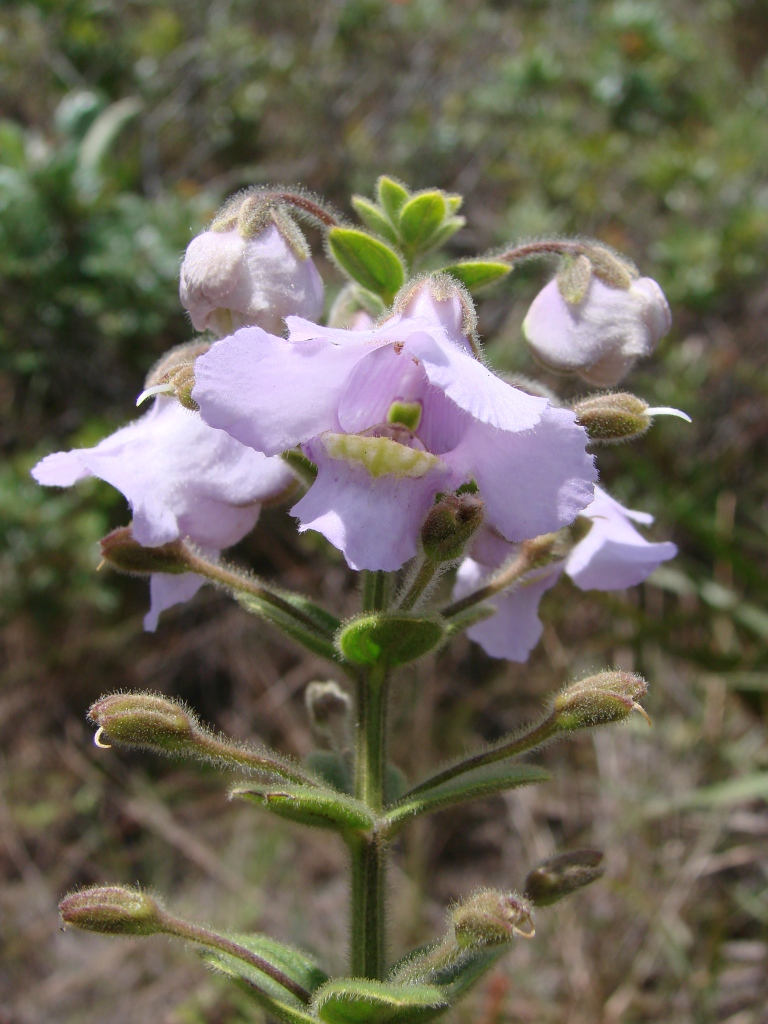
Angelonia verticillata
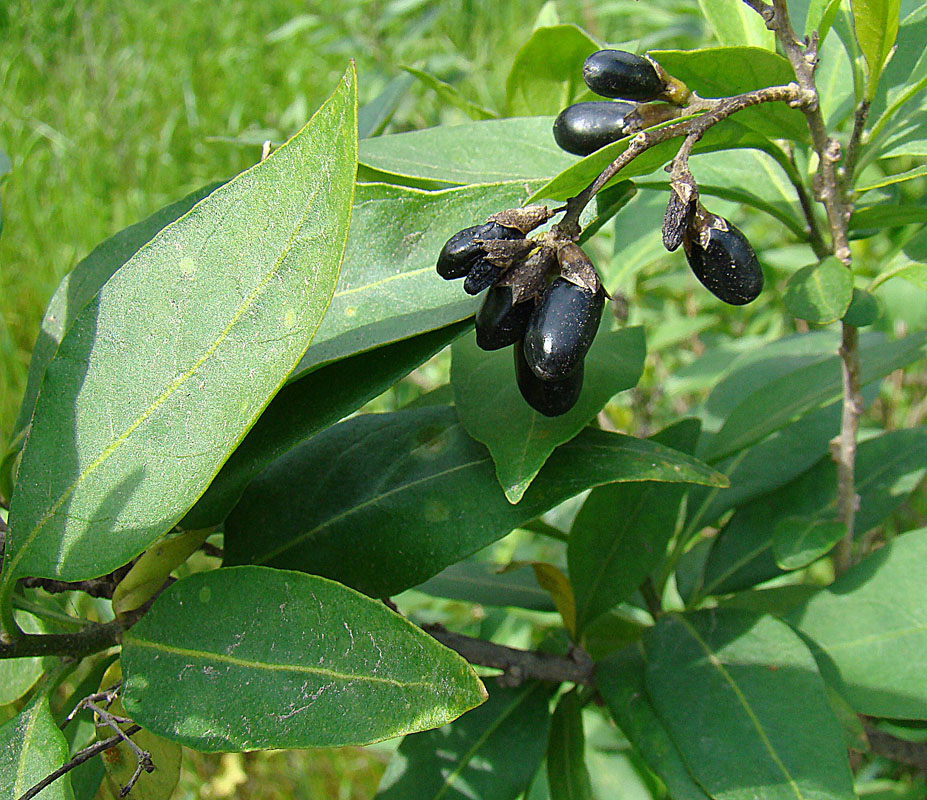
Monttea chilensis
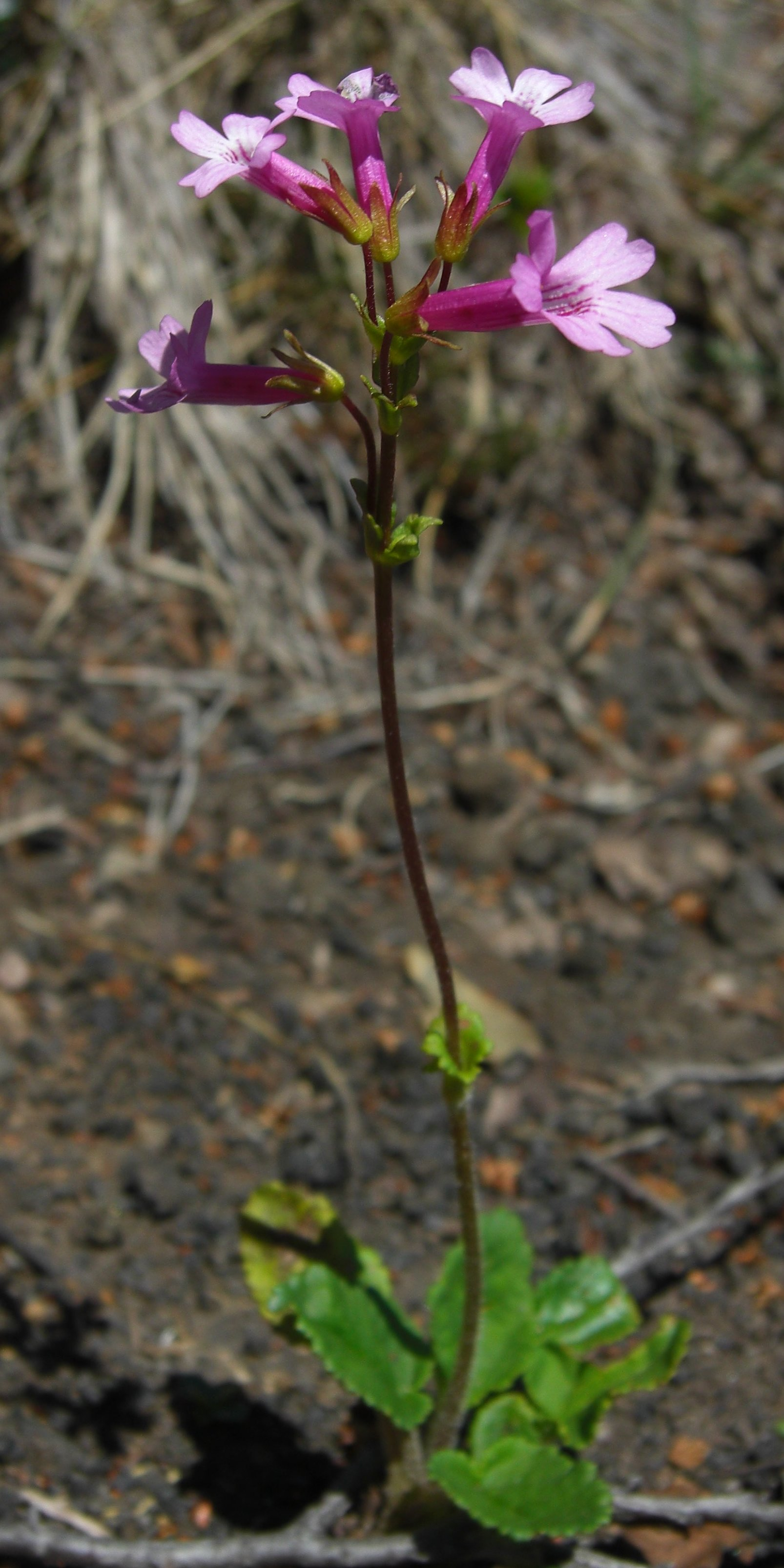
Ourisia alpina
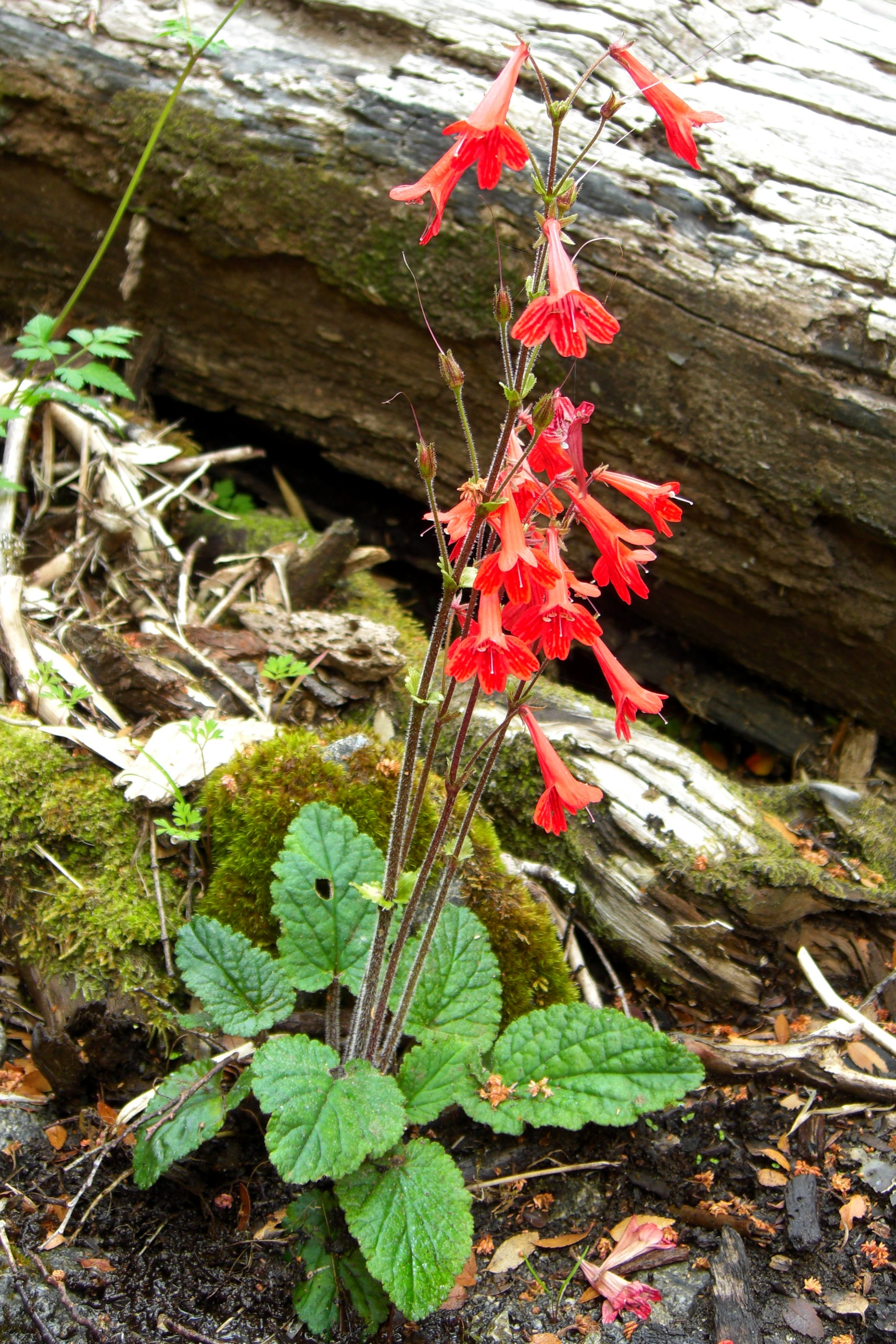
Ourisia coccinea
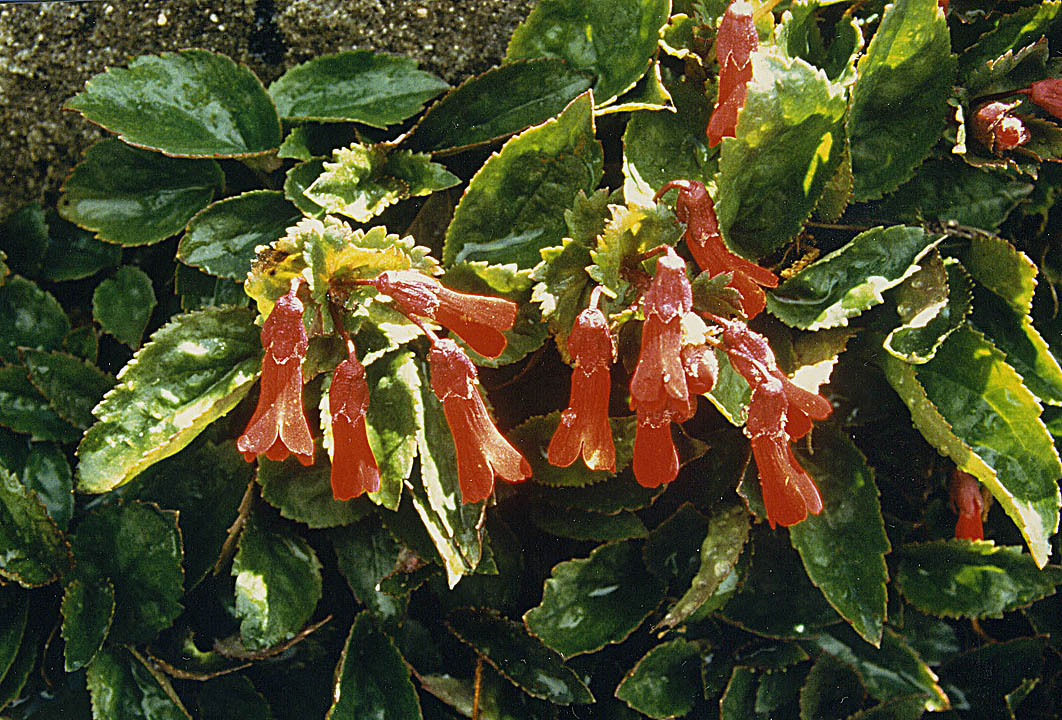
Ourisia ruellioides

### Tribù Gratioleae
Sottotribù Dopatriinae

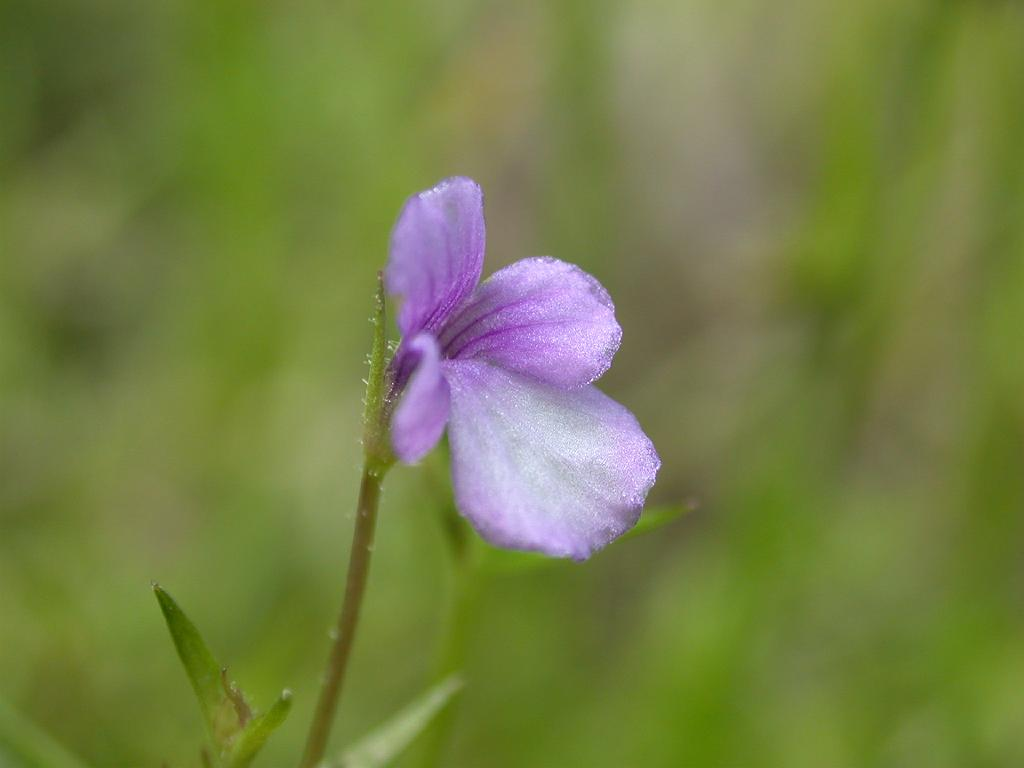
Deinostema violaceum
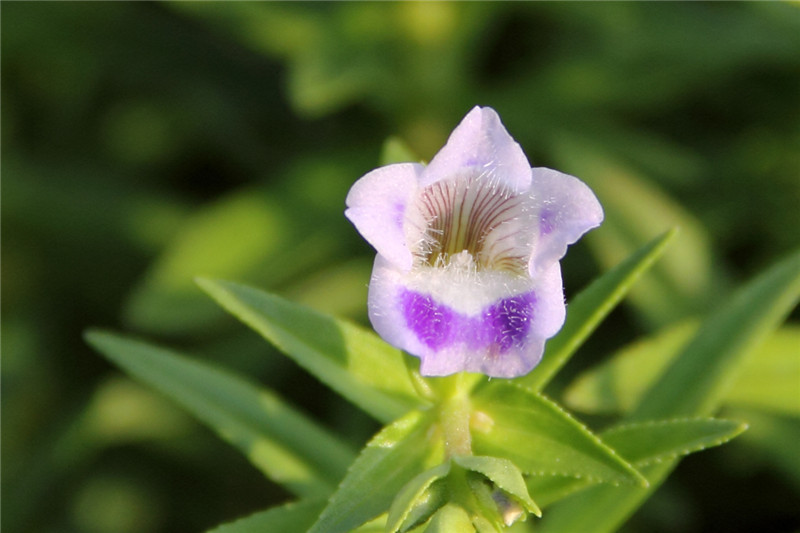
Limnophila heterophylla
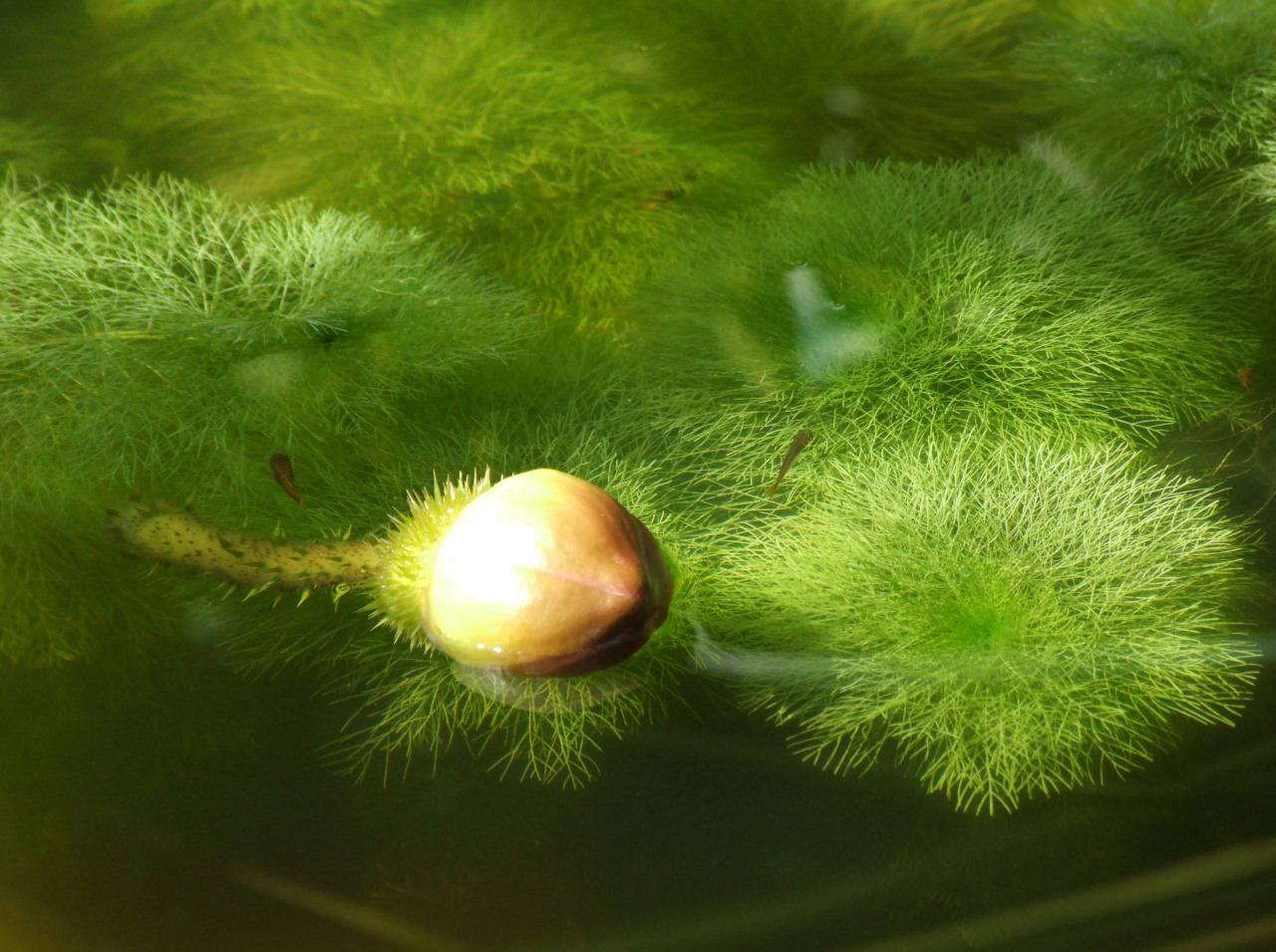
Limnophila aquatica

Sottotribù Gratiolinae

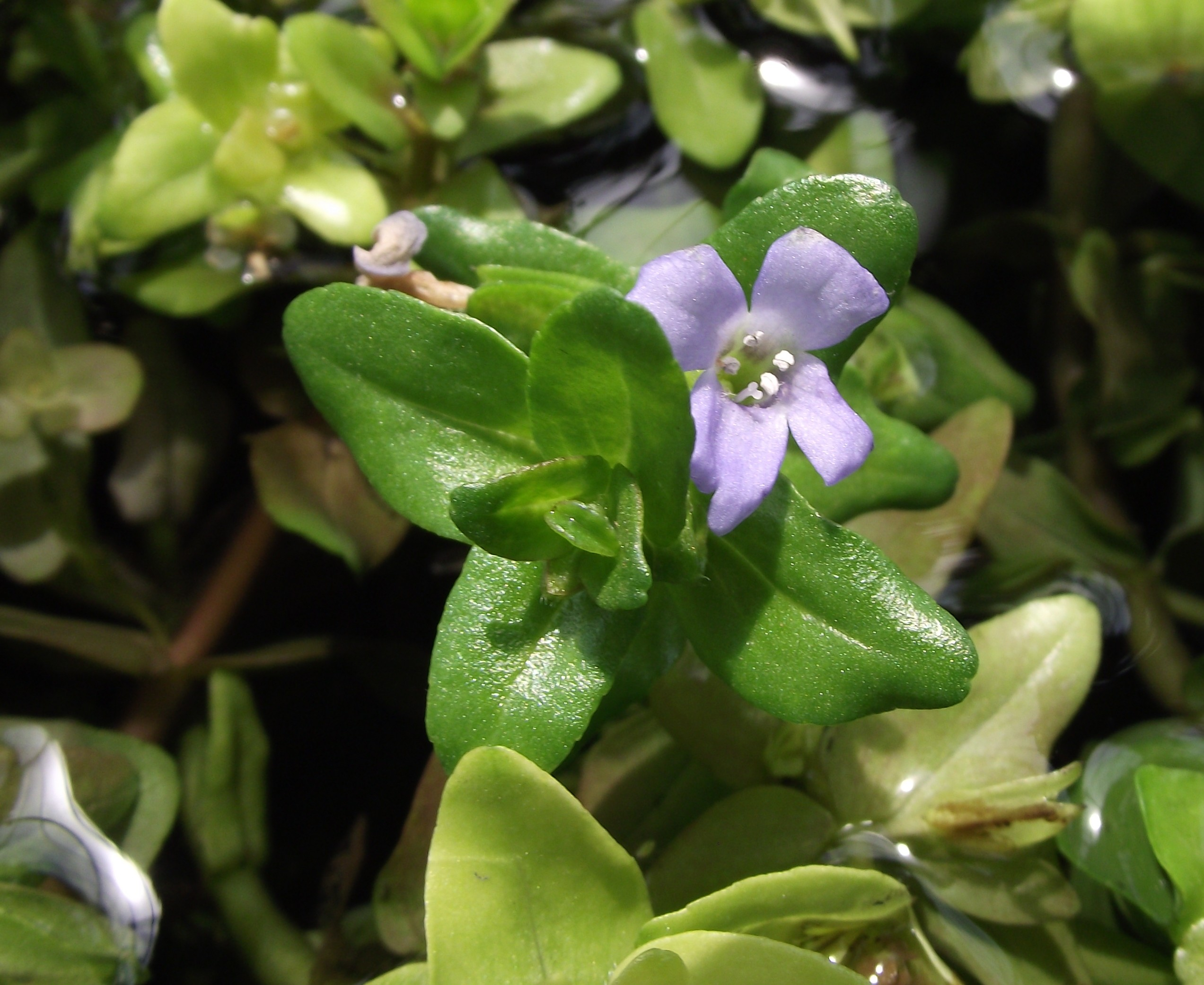
Bacopa caroliniana
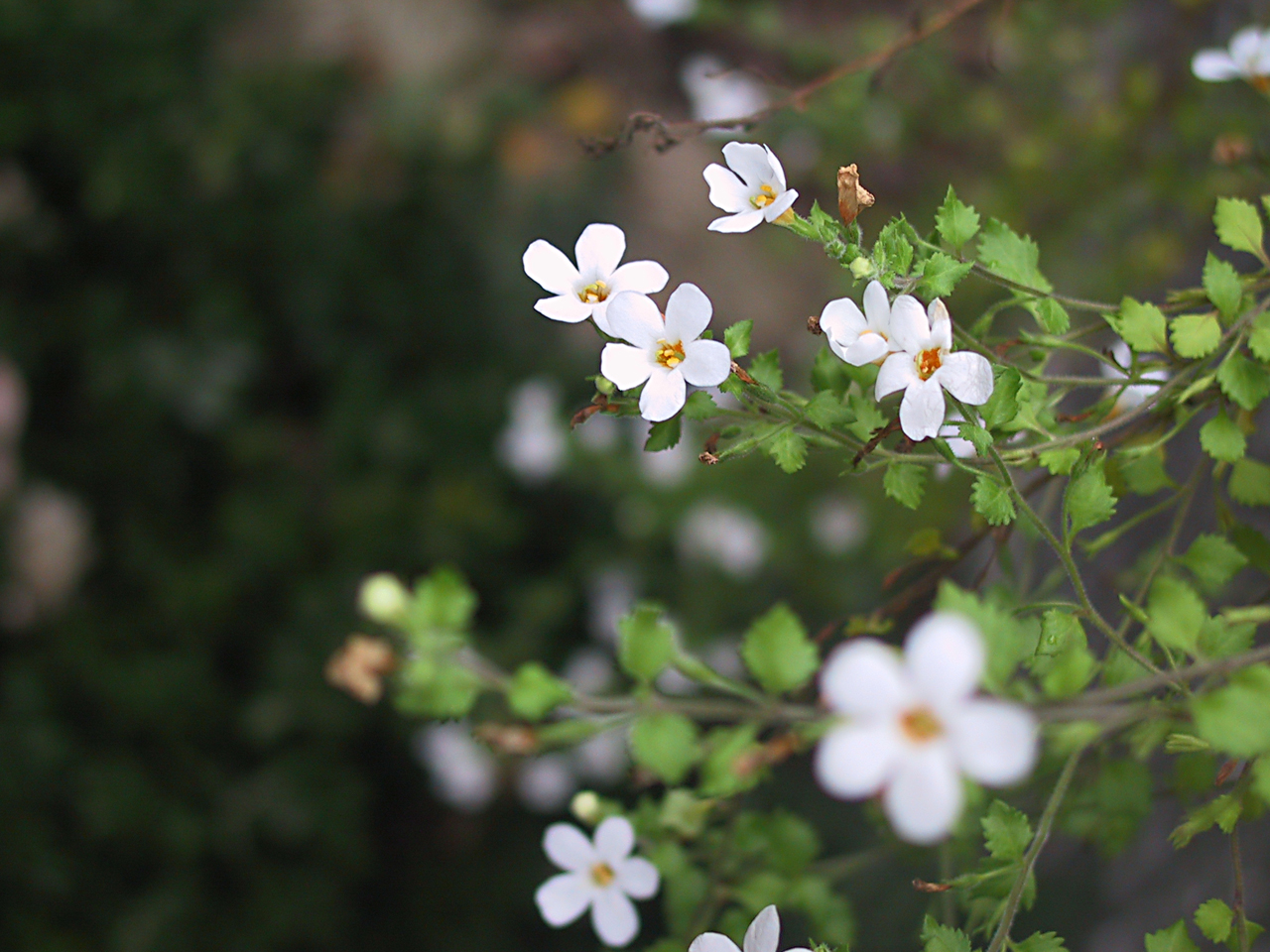
Bacopa diffusa
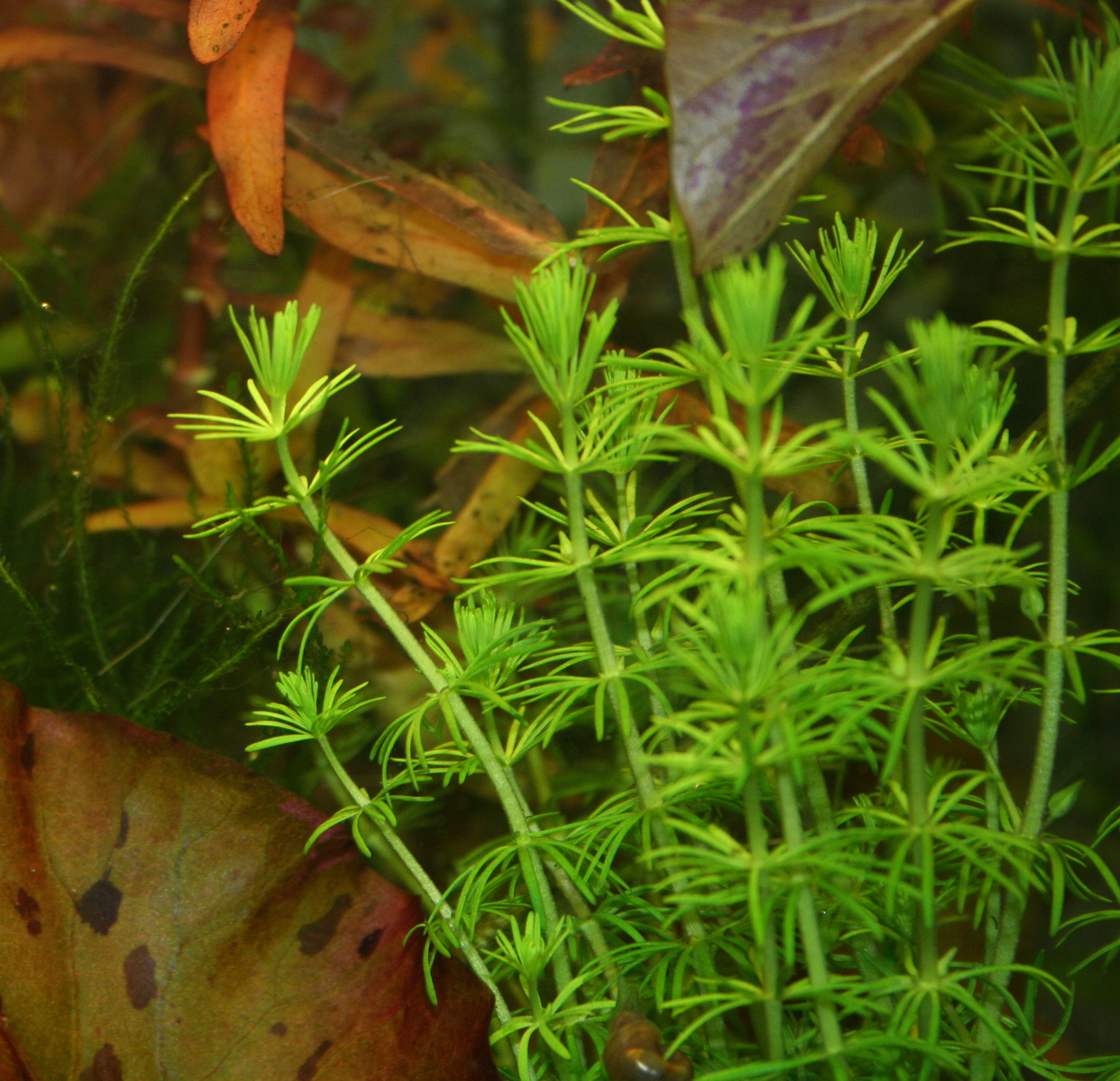
Bacopa myriophylloides
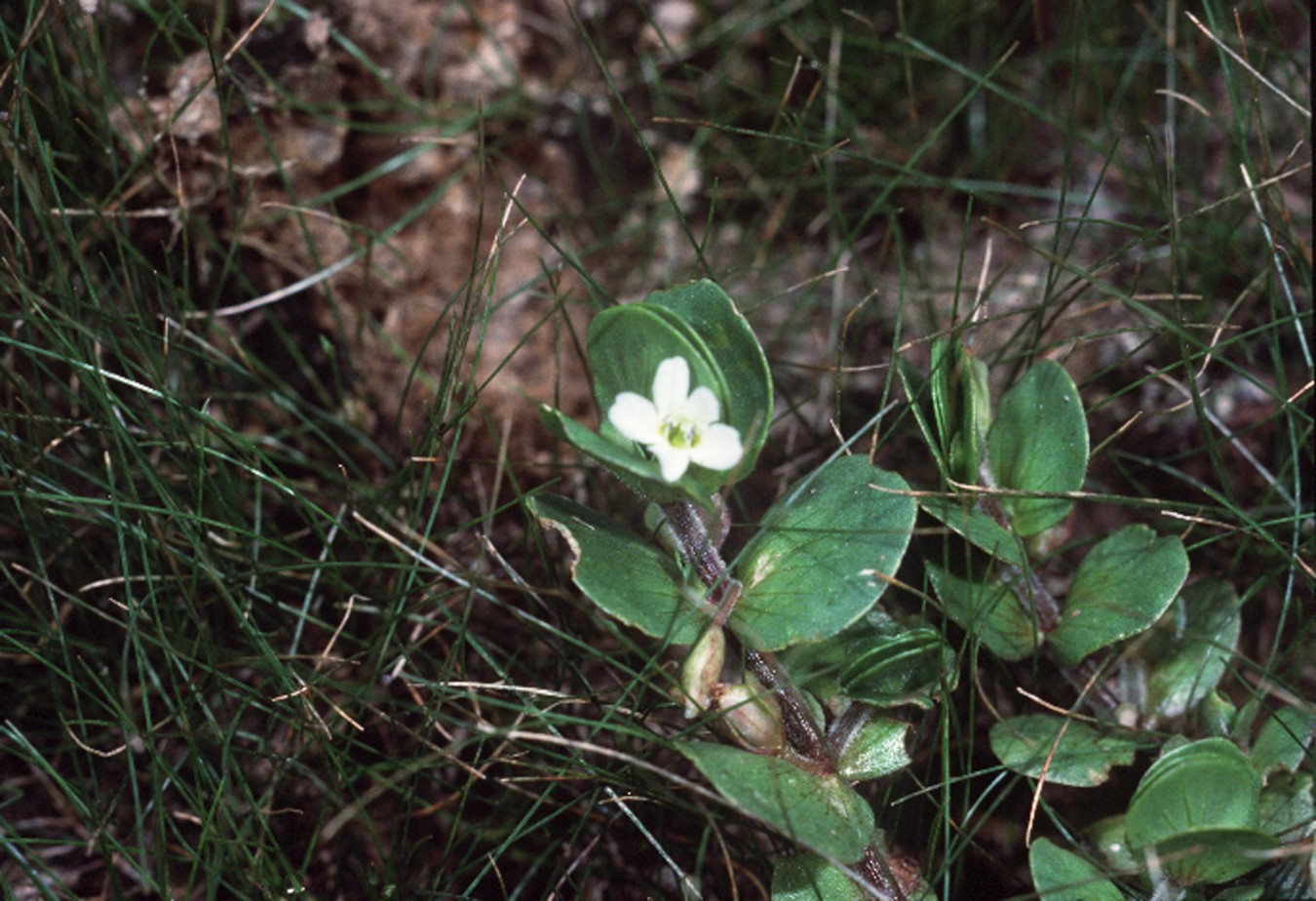
Bacopa rotundifolia
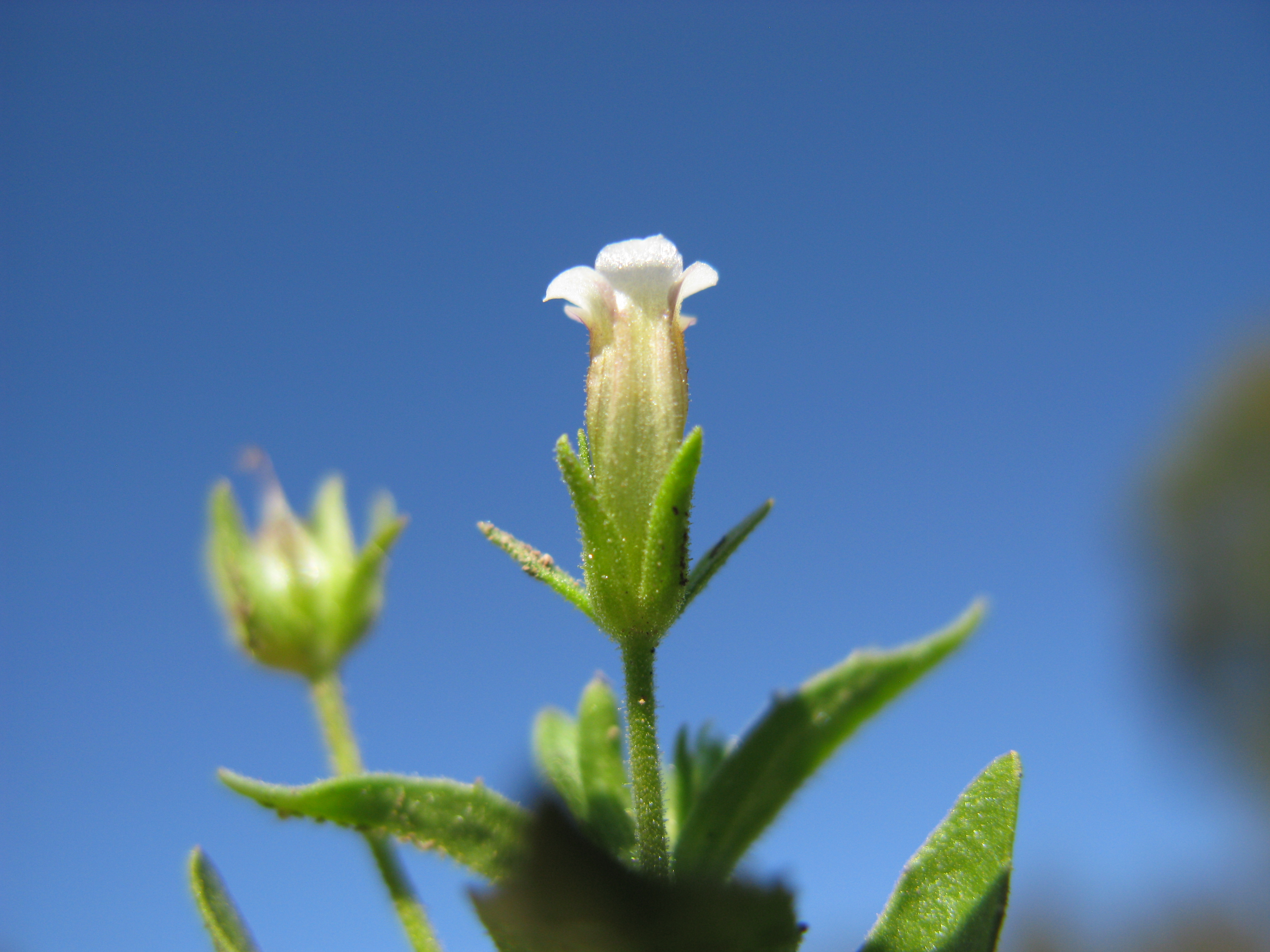
Gratiola pedunculata
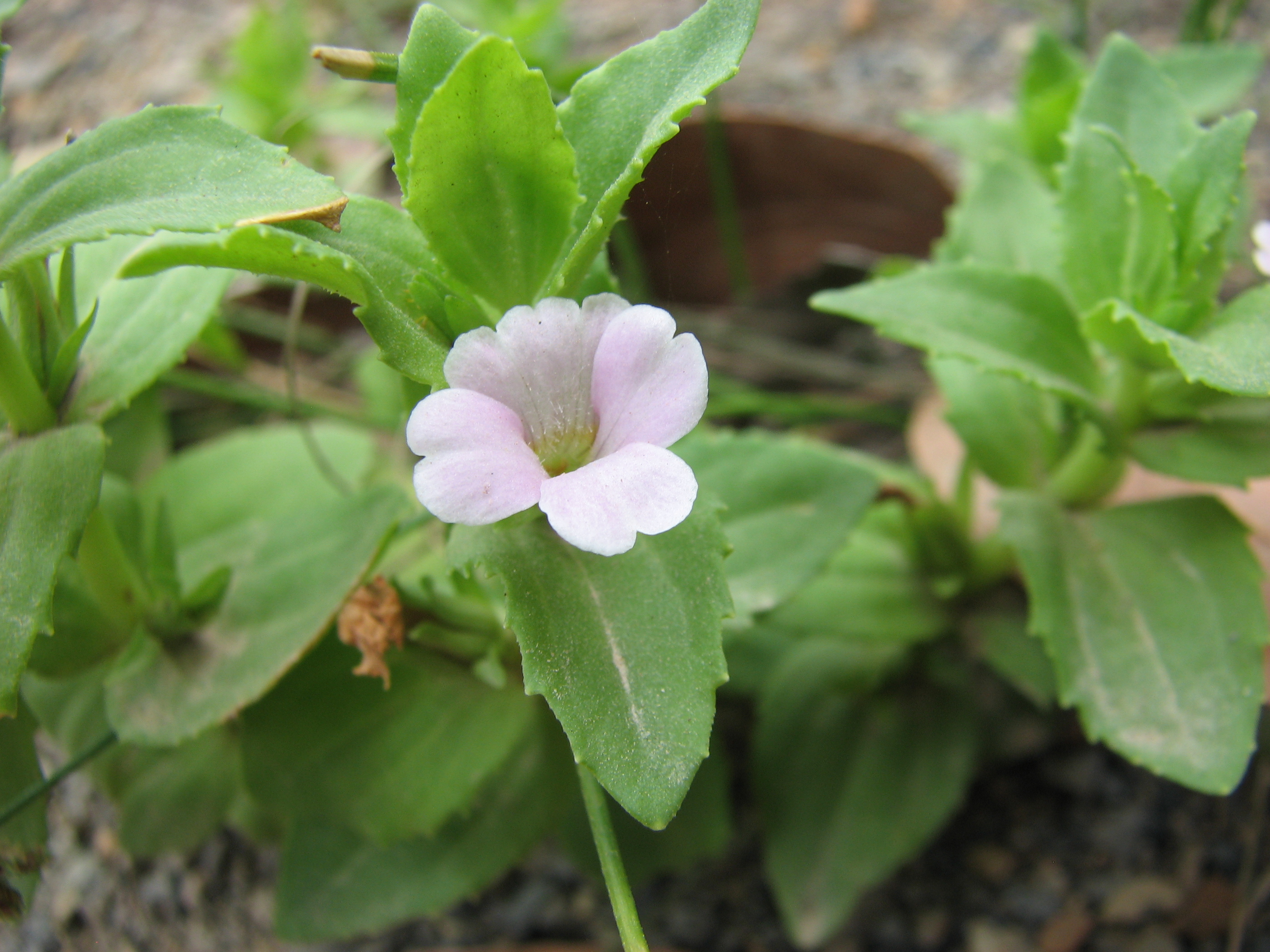
Gratiola peruviana
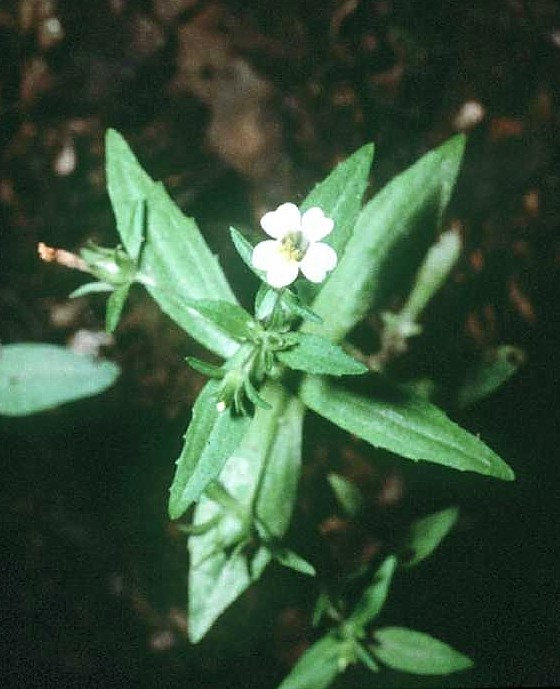
Gratiola neglecta
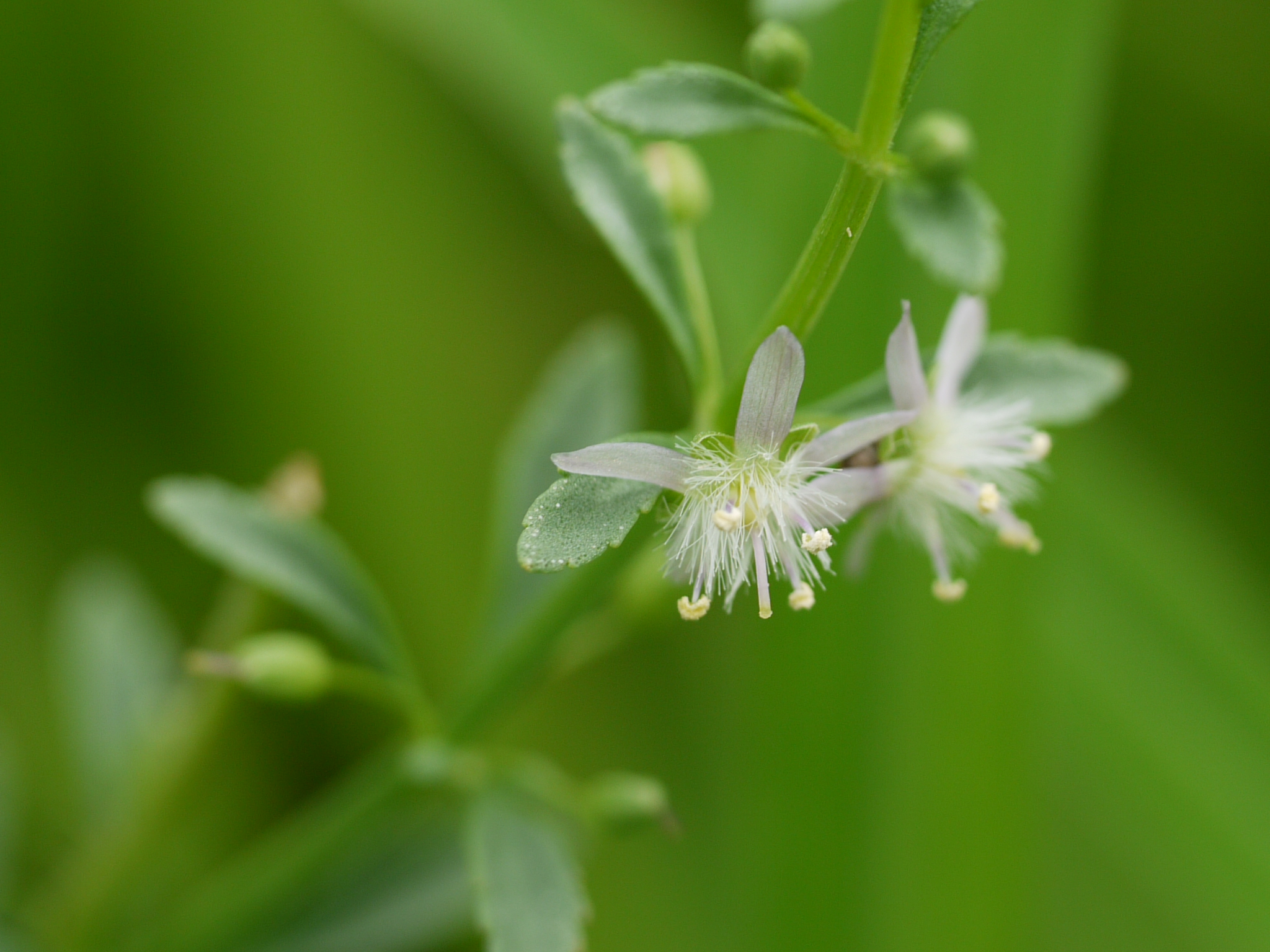
Scoparia dulcis

### Tribù Stemodieae

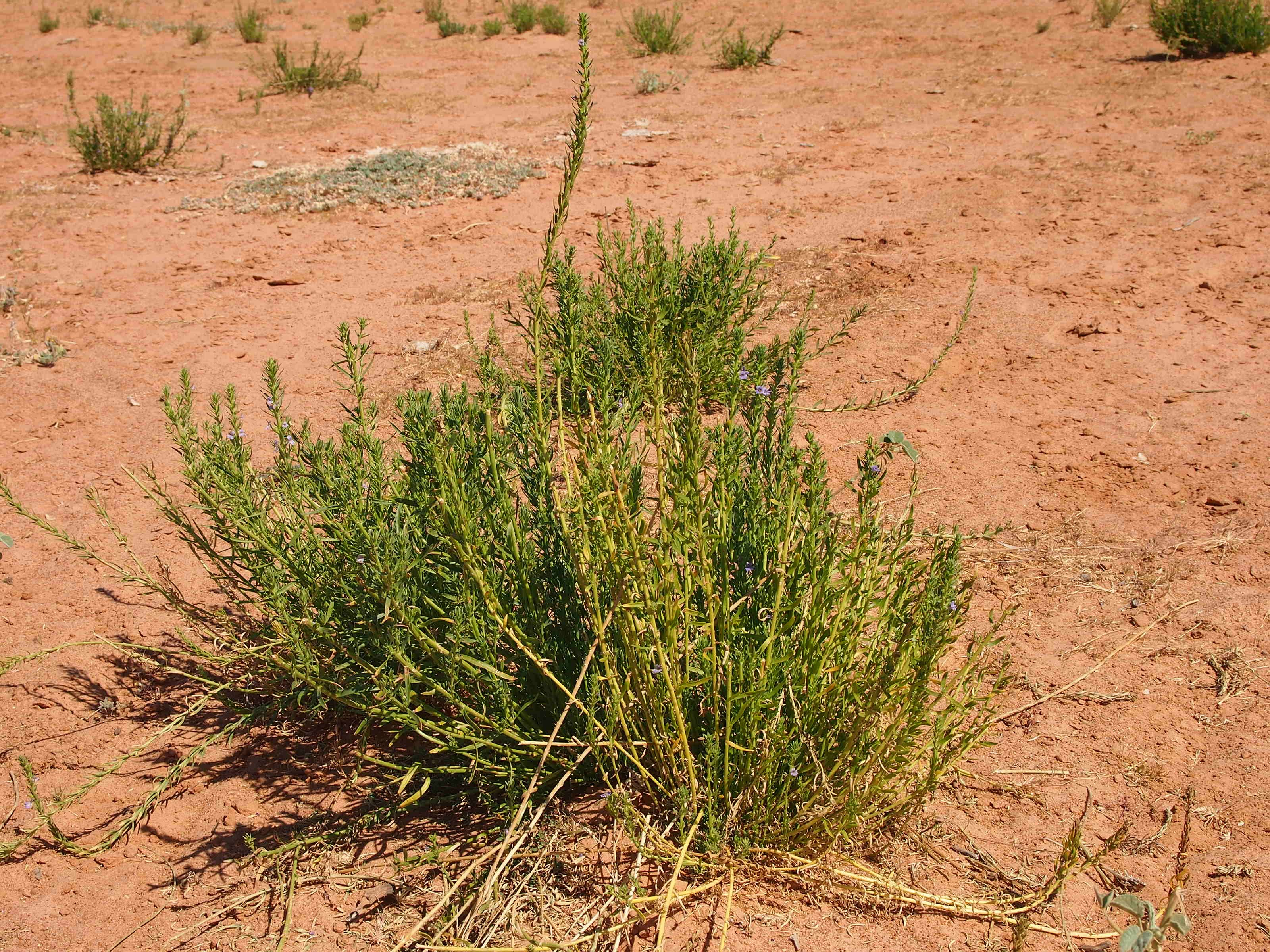
Stemodia florulenta
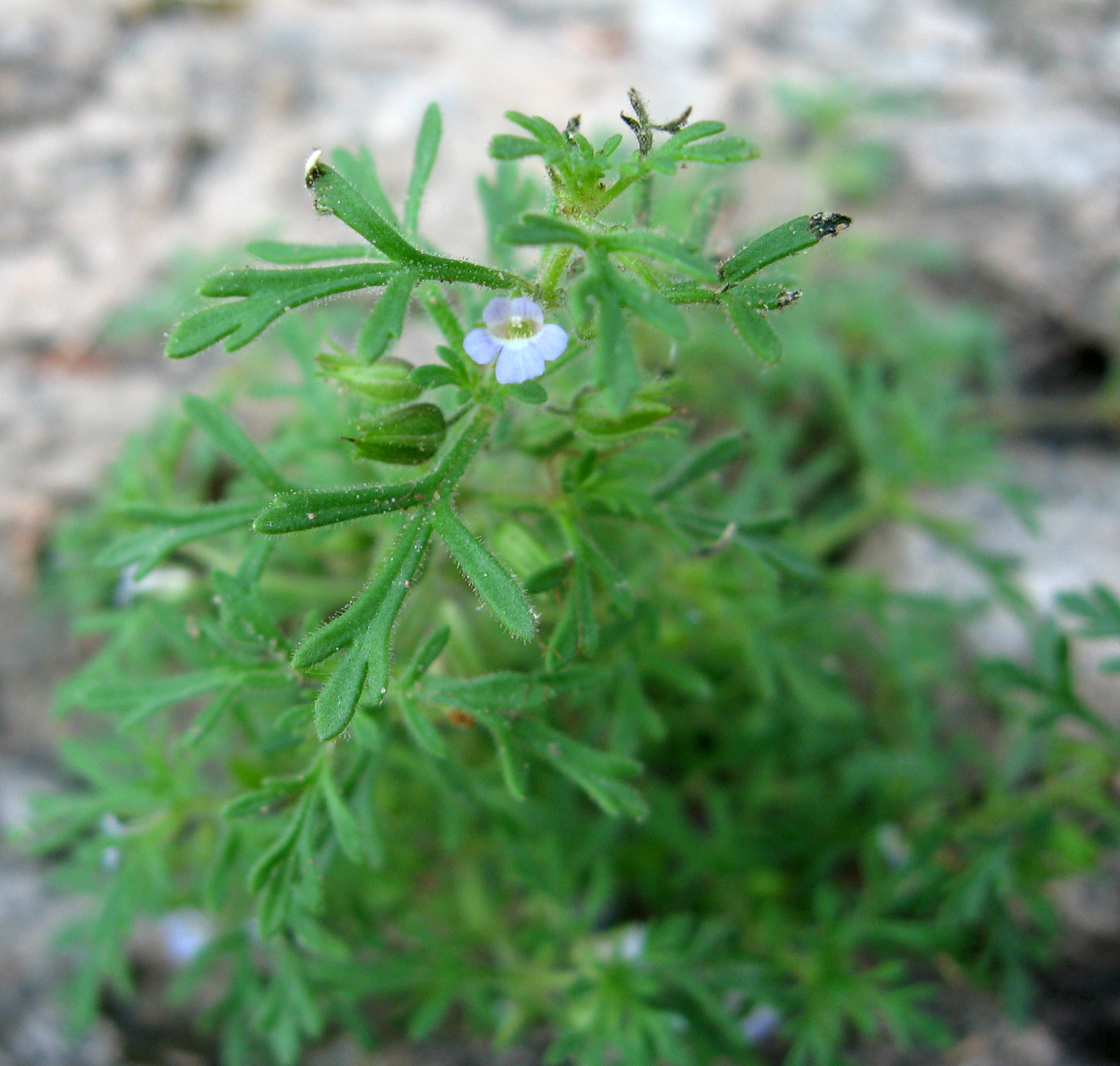
Leucospora multifida
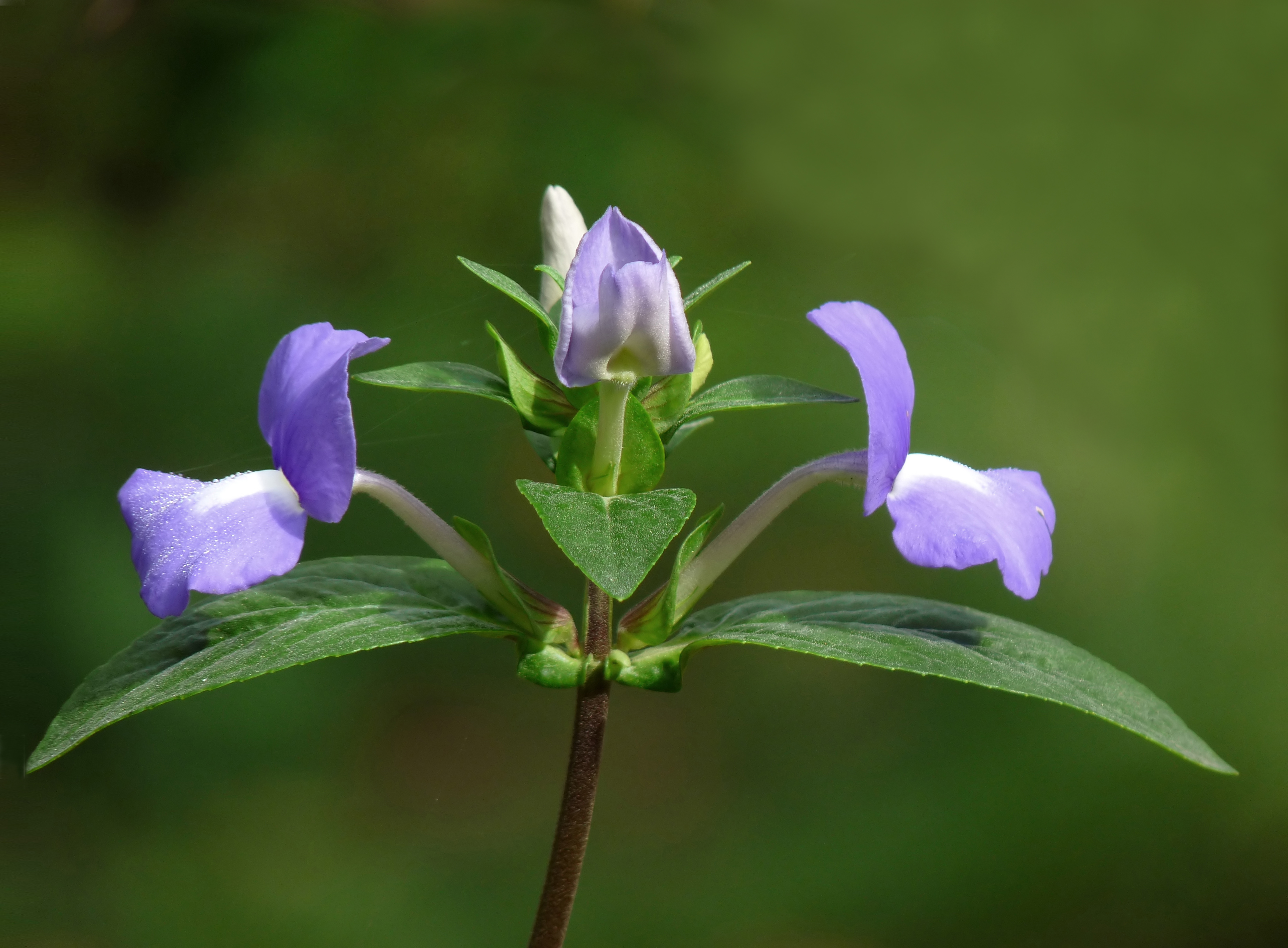
Achetaria azurea
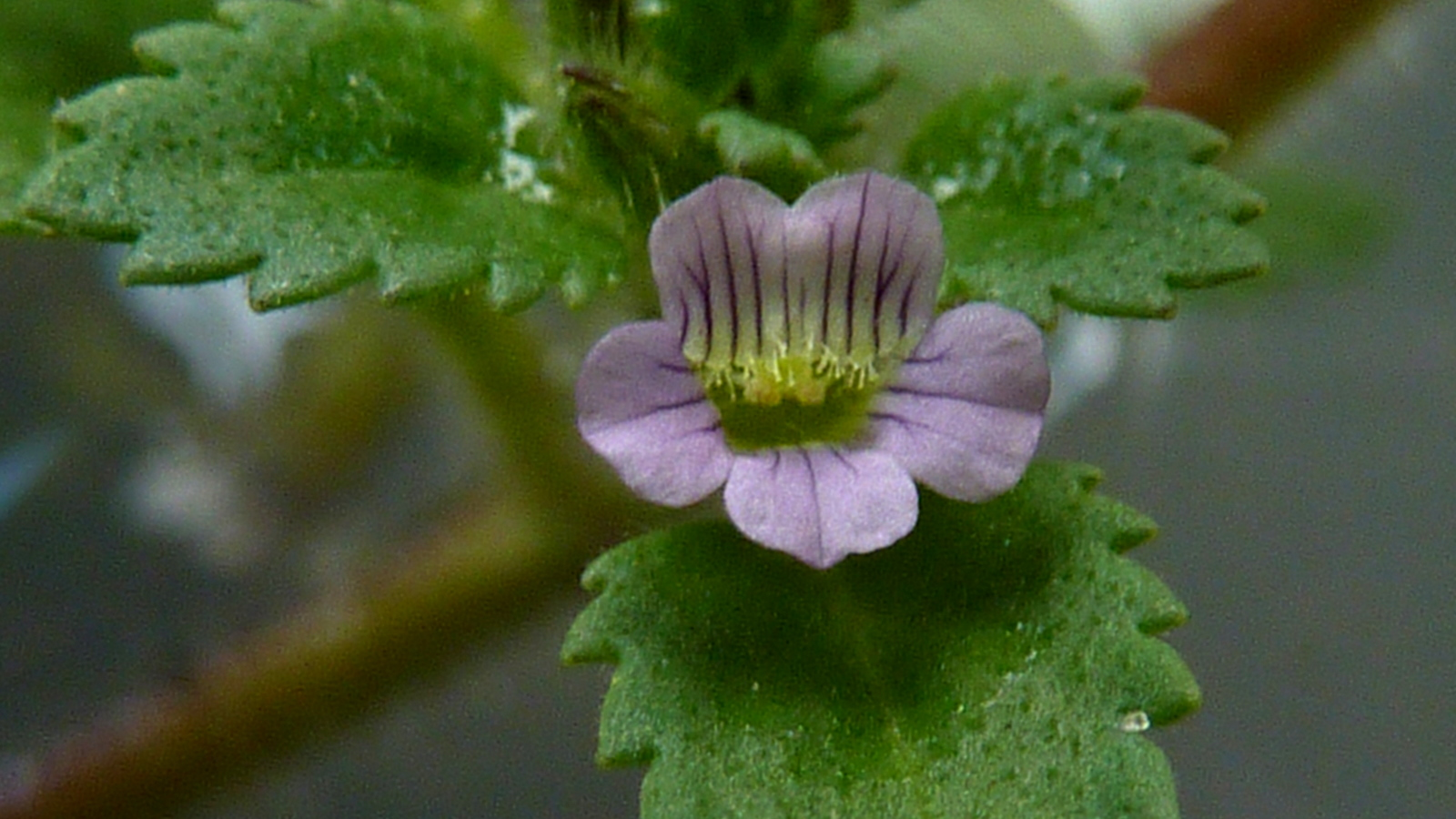
Stemodia verticillata
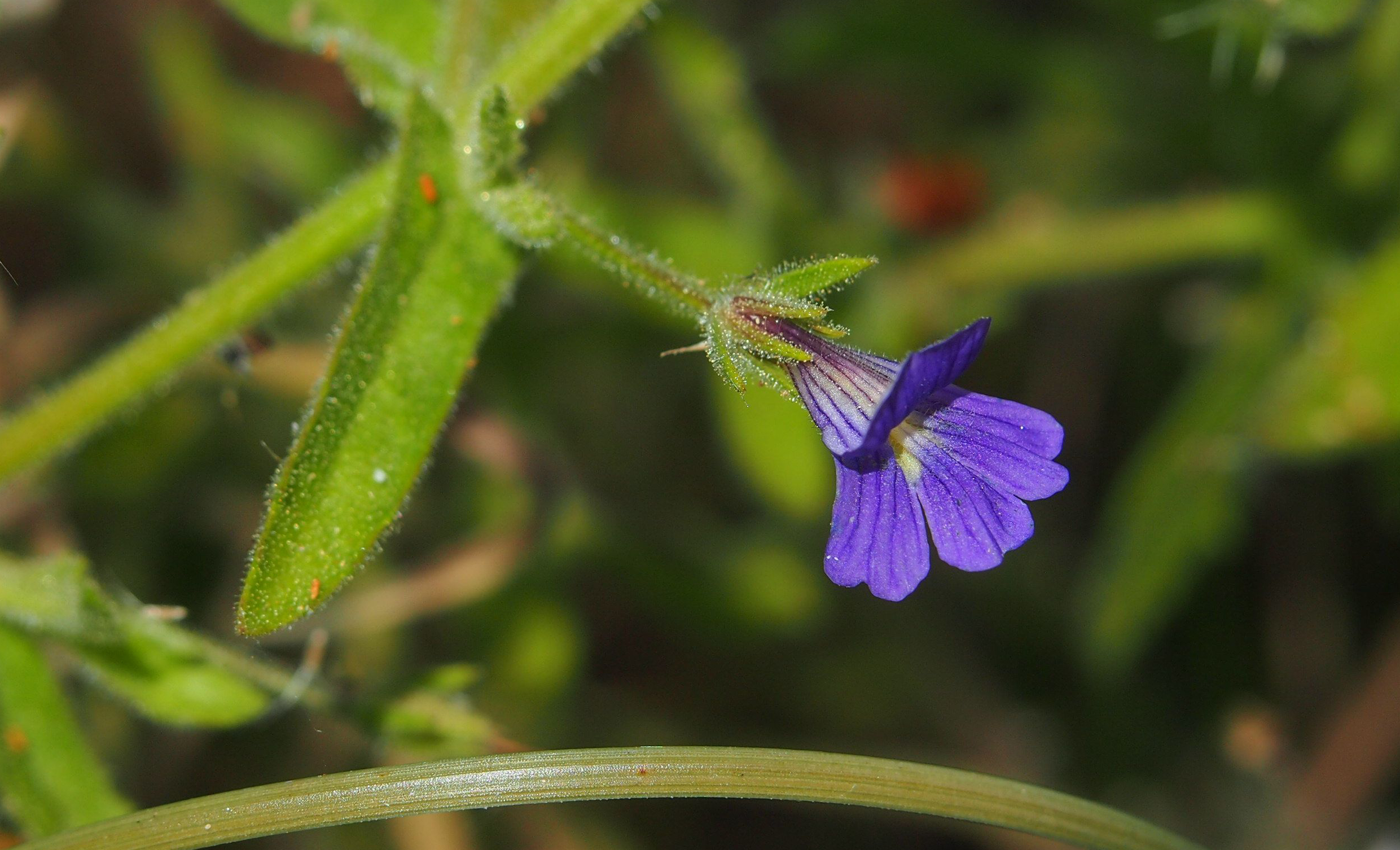
Stemodia viscosa
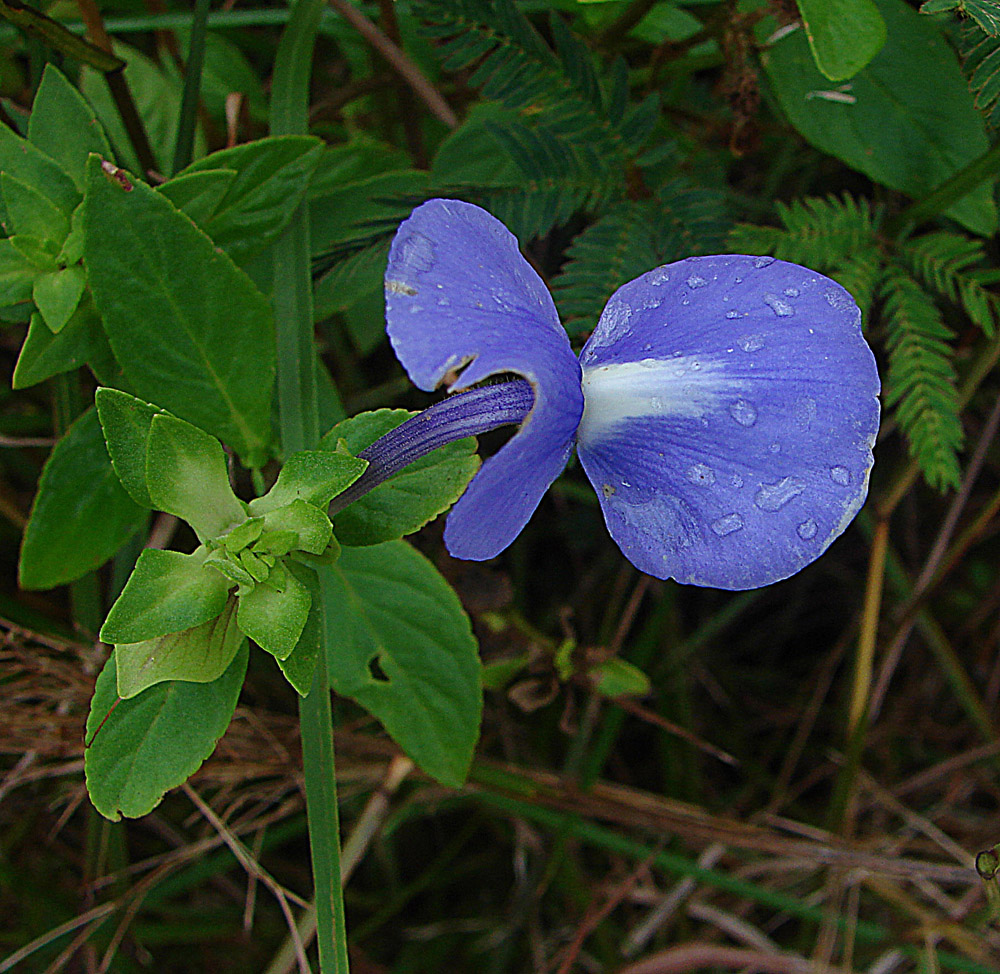
Achetaria azurea